# Crack (banda)
Crack foi uma banda espanhola conhecida por sua fusão de rock progressivo e sinfônico, formada em 1977. O grupo esteve entre os principais artistas que marcaram a era de ouro do prog espanhol. Durante esse período, o Crack e seus contemporâneos frequentemente enfrentaram dificuldades financeiras, optando pela autenticidade criativa em detrimento do apelo comercial radiofônico. Obstáculos como equipamentos de som inadequados, mudanças nas preferências do público, pressões da indústria e das gravadoras, além de conflitos internos ocasionais, contribuíram para a dissolução da banda.

## História
O Crack foi formado em 1977, inicialmente como um quarteto sem guitarra elétrica. No final daquele ano, Mento Hevia, o baixista original Vidal Antón e Manolo Jiménez reencontraram Alberto Fontaneda, um antigo colega da faculdade de Oviedo, onde Hevia e Fontaneda haviam cursado Direito. Enquanto desenvolviam "Marchando una del Cid", buscavam um vocalista e um flautista. A formação inicial rapidamente começou a ensaiar e a se apresentar sempre que possível. O som do grupo tornou-se mais rico e dinâmico após a entrada de Rafael Rodríguez na guitarra e, posteriormente, a substituição amigável de Vidal por Álex Cabal no baixo.

## Álbum
O único álbum de estúdio do Crack, Si Todo Hiciera Crack
, foi gravado em cinco dias no Audiofilm Studios, em Madri, e lançado pela Chapa Discos. A vocalista Encarnación González, conhecida como "Cani", participou do álbum com vocais femininos, acompanhando Alberto Fontaneda em várias faixas.
De acordo com os créditos, a produção do álbum ficou a cargo da própria banda. A divulgação de Si Todo Hiciera Crack foi mínima, já que a gravadora concentrou seus recursos em gêneros considerados mais comerciais. Ao mesmo tempo, a cena new wave espanhola, conhecida como "La Movida Madrileña", estava em ascensão. Embora o álbum tenha sido reconhecido por suas qualidades sinfônicas e progressivas, não obteve grande sucesso comercial à época.
O Crack se dissolveu em 1980, devido a desentendimentos internos, dificuldades financeiras e desafios constantes para manter o projeto. O álbum traz sete faixas que mesclam texturas sinfônicas, temas musicais espanhóis e estruturas de rock progressivo. Com poucos refrãos tradicionais, a maioria das músicas se desenvolve como pequenas narrativas, com letras repletas de fantasia e mitologia.
Descenso en el Mahëllstrom ('Uma Descida ao Maelström') (5:27): Inspirada no conto de Edgar Allan Poe, essa música retrata a luta de um homem para sobreviver após um naufrágio em um redemoinho gigante.

 - Amantes de la Irrealidad  ('Amantes do Irreal') (6:15): Uma faixa sinfônica com variações de andamento, camadas de Mellotron, guitarra intensa e uma mistura de vocais masculinos e teclados, com letras que exploram uma busca idealista e utópica pela felicidade. 
 - Cobarde o Desertor  ('Covarde ou Desertor') (4:56): Esta música aborda temas de recrutamento, militarismo e guerra, refletindo a realidade enfrentada por muitos jovens espanhóis sujeitos ao serviço militar obrigatório. 
 - Buenos Deseos  ('Bons Desejos') (3:54): Uma música breve e introspectiva. 
 - Marchando Una del Cid  ('Mais uma história sobre el Cid') (7:45): Uma composição épica, de inspiração medieval, baseada no exílio e nos últimos dias de Rodrigo Díaz de Vivar, El Cid, lendário herói espanhol e protagonista de Cantar de mio Cid, o mais célebre épico medieval da Espanha. 
 - Si Todo Hiciera Crack  ('Se Tudo Desmoronasse') (10:11): A faixa-título utiliza a imagem de um hamster correndo em círculos sem parar como metáfora para questões existenciais. 
 - Epílogo  (2:19) ('Epílogo'): Um instrumental de encerramento.

## Estilo musical
A música do Crack é predominantemente instrumental e se enquadra no estilo do rock progressivo sinfônico, marcada por arranjos complexos que evitam refrões repetitivos, favorecendo um desenvolvimento musical contínuo. A interação entre os instrumentos cria uma paisagem sonora rica e envolvente, combinando influências do prog europeu com um caráter distintamente espanhol.
O som da banda apresenta teclados, guitarra e flauta, ecoando estilos de grupos como Genesis, Camel e Jethro Tull, além de incorporar elementos do folk espanhol. A abordagem composicional do Crack compartilha muito com as bandas clássicas do progressivo-sinfônico europeu – longas passagens instrumentais, compassos irregulares e timbres característicos de sintetizador são abundantes.
O grupo valorizava linhas melódicas e interpretações sutis, com letras que frequentemente faziam referência à liberdade e a temas bucólicos. Eles frequentemente descreviam sua música como "impressionista" e citavam a influência harmônica de compositores como Debussy e Ravel.

## Legado
Embora o tempo de atividade do Crack tenha sido breve, seu único álbum é considerado um marco do rock progressivo espanhol. O disco foi relançado em países como Japão e Coreia do Sul, mantendo seu apelo entre os aficionados do gênero. A banda é celebrada por sua inventividade e por seu papel no avanço do estilo durante um período turbulento para a música progressiva na Espanha.